# Ranunculus ololeucos
Ranunculus ololeucos é uma espécie de planta com flor pertencente à família Ranunculaceae. 
A autoridade científica da espécie é Lloyd, tendo sido publicada em Flore de la Loire-Inferieure 3. 1844.

## Portugal
Trata-se de uma espécie presente no território português, nomeadamente em Portugal Continental.
Em termos de naturalidade é nativa da região atrás indicada.

## Protecção
Não se encontra protegida por legislação portuguesa ou da Comunidade Europeia.